# Där vi en gång gått (TV-serie)
Där vi en gång gått är en TV-serie och filmatisering av romanen Där vi en gång gått av den finlandssvenske författaren Kjell Westö utgiven 2006 som filmatiserades till en miniserie år 2011. Serien är uppdelad i 6 avsnitt som har kunnat ses på Yle arenan och SVT play. 

## Handling
Den självständiga och nyfikna Lucie vill vara fri och vägrar anpassa sig till de mönster som förväntas av överklassens kvinnor. Barndomsvännen och fotografen Eccu är djupt förälskad i den vilda och excentriska Lucie, men hennes hjärta slår endast för Allu, som är en fotbollshjälte från arbetarklassen. I serien ses även Allus politiskt aktive far Enok, Lucies politiskt hetsiga bror Cedi och den iakttagande humanisten Ivar Grandell, samt andra karaktärer ur den prisbelönade romanen. Berättelsen tar oss genom flera decennier och visar hur tid, rum och social klass både förenar människor och driver dem ifrån varandra.

## Pris och utdelningar
För romanen tilldelades Westö Finlandiapriset. År 2013 visades Där vi en gång gått som dramaserie i Sveriges Television.